# Greenwood (Wisconsin)
Pour les articles homonymes, voir Greenwood.
Greenwood est une ville américaine située dans le comté de Clark, au Wisconsin. Selon le recensement de 2010, sa population est de 1 026 habitants.